# Deutscher Ultraleichtflugverband
Der Deutsche Ultraleichtflugverband e. V. (DULV) wurde im Jahr 1982 mit dem vorrangigen Ziel, die UL-Fliegerei in Deutschland zu legalisieren, gegründet. Mittlerweile zählt er nahezu 6.500 Mitglieder aus allen Sparten der UL-Fliegerei und ist gemäß § 2 der Verordnung zur Beauftragung von Luftsportverbänden (BeauftrV) vom 16. Dezember 1993 (BGBl. I S. 2111), zuletzt geändert durch die Verordnung vom 1. Oktober 2001 (BGBl I S. 2638), mit der Wahrnehmung der folgenden öffentlichen Aufgaben im Zusammenhang mit der Benutzung des Luftraums durch Luftsportgeräte betraut:
1. Erteilung der Muster- und Verkehrszulassung von Ultraleichtflugzeugen,
2. Erteilung der Erlaubnisse und Berechtigungen für das Luftfahrtpersonal dieser Luftsportgeräte,
3. Erteilung der Erlaubnisse für die Ausbildung dieses Luftfahrtpersonals,
4. Aufsicht über den Betrieb von Luftsportgeräten auf Flugplätzen und Geländen, wenn beide ausschließlich dem Betrieb von Luftsportgeräten dienen und soweit nicht ein anderer Beauftragter die Aufsicht führt,
5. Erhebung von Kosten nach der Kostenverordnung der Luftfahrtverwaltung in der jeweils gültigen Fassung,
6. die Wahrnehmung der Aufgaben entsprechend den Nummern 2 bis 5 für ein- oder zweisitzige Luftsportgeräte mit einem nicht fest mit dem Luftfahrzeug verbundenen Motor und mit einer höchstzulässigen Leermasse von 120 Kilogramm einschließlich Gurtzeug und Rettungsgerät.

Als praktisch gleichberechtigter Verband ist nach § 1 der BeauftrV der Verein Deutscher Aero Club (DAeC) mit denselben Aufgaben betraut.
Der DULV führt auch die Musterprüfung für ein- oder zweisitzige Luftsportgeräte mit einer höchstzulässigen Leermasse von 120 Kilogramm einschließlich Gurtzeug und Rettungsgerät durch. 